# XQuartz
XQuartz es una versión de código abierto del X Server de X.org, un componente del X Windows Server (X11, o acortado a sencillamente X, y a veces llamado informalmente X-Windows) que se ejecuta en macOS. Éste reemplaza en sistemas Apple formalmente la aplicación interna  X11.app. El nombre "XQuartz" deriva de Quartz, parte del núcleo de gráficos del framework de macOS, el cual, XQuartz conecta estas aplicaciones. XQuartz es una plataforma de ejecución cruzada de aplicaciones usando X11 para el GUI de Mac, muchos de esas aplicaciones no son específicamente diseñados para macOS. Esto incluye numeroso software científico y académico de proyectos.
La aplicación X11.app estuvo inicialmente disponible a través de descarga en la beta pública de Mac OS X 10.2 Jaguar y más tarde introducida en los paquetes estándar de  Mac OS X 10.3 Panther. En Mac OS X 10.4 Tiger la aplicación X11.app fue de instalación opcional en el DVD de instalación. En las Versiones Mac OS X 10.5 Leopard,  Mac OS X 10.6 Snow Leopard y Mac OS X 10.7 Lion la aplicación X11.app se instalaba por defecto, pero en OS X 10.8 Mountain Lion Apple suprimió el soporte para X11.app, y en su lugar se dirigió a los usuarios al proyecto de código abierto XQuartz (en el cual Apple contribuye).
En Mac OS X 10.4 Tiger, Apple  X11 implementó la versión 6.6 del protocolo X11 (X11R6.6). Esta implementación incluye servidor de ventanas XFree86 v 4.4 basado en X11,  un administrador de ventanas Quartz rootless, bibliotecas, y utilidades básicas como xterm. "Rootless" Significa que las aplicaciones X-window se muestran sobre el escritorio Quartz , apareciendo como cualquier otra aplicación (es decir, no en un escritorio virtual contenido dentro de otra ventana). En Mac OS X Leopard X11 fue actualizado para usar X.Org Server (X11R7.2) en vez de XFree86.
El código de fuente de X11 está disponible en Apple. Parte del código fuente está disponible bajo Licencia Apple de Código Pública mientras que la mayor parte está bajo Licencia MIT.

## Versión actual
La versión actual de XQuartz es un DDX (Device Dependent X) incluido en el Servidor X.Org e implementa soporte para gráficos 2D con aceleración por hardware (en versiones anteriores a 2.1), aceleración OpenGL de hardware e integración con Aqua, la interfaz gráfica de usuario de macOS. (GUI). A partir de la versión 2.8.0, XQuartz no ofrece soporte para pantallas Retina de alta resolución para aplicaciones X11, que se ejecutan en modo de píxeles duplicados en pantallas de alta resolución.

## Lista de versiones (desde 2010)
| Versión        | Requisitos de macOS                                                | Cambios más significativos                            | Fecha de lanzamiento |
| -------------- | ------------------------------------------------------------------ | ----------------------------------------------------- | -------------------- |
| XQuartz 2.8.1  | Mac OS X Mavericks 10.9 o superior.                                |                                                       | 2021-04-25           |
| XQuartz 2.8.0  | Mac OS X Mavericks 10.9 o superior.                                | Soporte nativo para Apple M1.                         | 2021-03-21           |
| XQuartz 2.7.11 | Mac OS X Snow Leopard 10.6.3 o superior.                           |                                                       | 2016-10-29           |
| XQuartz 2.7.10 | Mac OS X Snow Leopard 10.6.3 o superior.                           |                                                       | 2016-10-22           |
| XQuartz 2.7.9  | Mac OS X Snow Leopard 10.6.3 o superior.                           |                                                       | 2016-05-05           |
| XQuartz 2.7.8  | Mac OS X Snow Leopard 10.6.3 o superior.                           | Primer lanzamiento soportado en OS X El Capitan       | 2015-10-17           |
| XQuartz 2.7.7  | Mac OS X Snow Leopard 10.6.3 o superior.                           | Primer lanzamiento soportado en OS X Yosemite         | 2014-08-18           |
| XQuartz 2.7.6  | Mac OS X Snow Leopard 10.6.3 o superior.                           |                                                       | 2014-05-17           |
| XQuartz 2.7.5  | Mac OS X Snow Leopard 10.6.3 o superior.                           | Primer lanzamiento soportado en OS X Mavericks        | 2013-11-10           |
| XQuartz 2.7.4  | Mac OS X Snow Leopard 10.6.3 o superior.                           |                                                       | 2012-09-27           |
| XQuartz 2.7.3  | Mac OS X Snow Leopard 10.6.3 o superior.                           |                                                       | 2012-08-27           |
| XQuartz 2.7.2  | Mac OS X Snow Leopard 10.6.3 o superior.                           | Primer lanzamiento soportado en OS X Mountain Lion    | 2012-06-01           |
| XQuartz 2.7.1  | Mac OS X Snow Leopard 10.6.3 o superior.                           |                                                       | 2012-06-01           |
| XQuartz 2.7.0  | Mac OS X Snow Leopard 10.6.3 o superior.                           | Primer lanzamiento soportado enMac OS X 10.7 Lion     | 2011-11-04           |
| XQuartz 2.6.3  | Mac OS X Snow Leopard 10.6.3 o superior.                           |                                                       | 2011-07-20           |
| XQuartz 2.6.2  | Mac OS X Snow Leopard 10.6.3 o superior.                           |                                                       | 2011-04-30           |
| XQuartz 2.6.1  | Mac OS X Leopard 10.5.8, Mac OS X Snow Leopard 10.6.3, o superior. |                                                       | 2011-03-17           |
| XQuartz 2.6.0  | Mac OS X Leopard 10.5.8, Mac OS X Snow Leopard 10.6.3, o superior. |                                                       | 2010-12-19           |
| XQuartz 2.5.3  | Mac OS X Leopard 10.5.8, Mac OS X Snow Leopard 10.6.3, o superior. |                                                       | 2010-08-13           |
| XQuartz 2.5.2  | Mac OS X Leopard 10.5.8, Mac OS X Snow Leopard 10.6.3, o superior. |                                                       | 2010-07-20           |
| XQuartz 2.5.1  | Mac OS X Leopard 10.5.8, Mac OS X Snow Leopard 10.6.3, o superior. |                                                       | 2010-07-10           |
| XQuartz 2.5.0  | Mac OS X Leopard 10.5.8, Mac OS X Snow Leopard 10.6.3, o superior. | Primer lanzamiento soportado en Mac OS X Snow Leopard | 2010-03-29           |